# کیمیاگرلر
کیمیاگرلر (به ازبکی: Kimyogarlar) یک منطقهٔ مسکونی در ازبکستان است که در ولایت سمرقند واقع شده‌است. کیمیاگرلر ۱۴٬۹۳۷ نفر جمعیت دارد.